# Измерение скорости света Рёмером

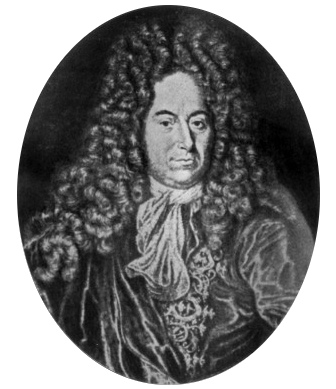
Оле Рёмер (1644—1710) стал политиком в Дании через некоторое время после открытия им скорости света (1676 г.). Гравюра, вероятно, посмертная.

Определение Рёмером скорости света было демонстрацией в 1676 году конечности скорости света, который не распространяется мгновенно. Открытие обычно приписывают датскому астроному Оле Рёмеру (1644—1710), который в то время работал в Королевской обсерватории в Париже.
Рассчитав время затмений спутника Юпитера Ио, Рёмер подсчитал, что свету требуется около 22 минут, чтобы преодолеть расстояние, равное диаметру орбиты Земли вокруг Солнца. Это соответствовало скорости света около 220 000 километров в секунду, что примерно на 26 % ниже истинного значения 299 792 км/с.
Наблюдения Рёмера вызывали споры в то время, когда он о них объявил, и ему так и не удалось убедить директора Парижской обсерватории Джованни Доменико Кассини полностью принять их. Однако он быстро получил поддержку среди других естествоиспытателей того периода, таких как Христиан Гюйгенс и Исаак Ньютон. Эти наблюдения окончательно подтвердились почти через два десятилетия после смерти Рёмера, когда в 1729 году английский астроном Джеймс Брэдли объяснил звёздную аберрацию.

## Предыстория
Определение долготы было серьёзной практической проблемой в картографии и навигации до 1700-х годов. В 1598 году Филипп III Испанский предложил приз за метод определения долготы корабля вне поля зрения земли. Галилей предложил метод установления времени суток и, следовательно, долготы, основанный на времени затмений лун Юпитера, по существу используя систему Юпитера в качестве космических часов; этот метод не был значительно улучшен до тех пор, пока в XVIII веке не были разработаны точные механические часы. Галилей предложил свой метод испанской короне (1616—1617 годы), но он оказался непрактичным, не в последнюю очередь из-за сложности наблюдения затмений с палубы корабля. Однако при усовершенствовании этого метода его можно было использовать на суше.
Итальянский астроном Джованни Доменико Кассини впервые использовал затмения галилеевых спутников для измерения долготы и опубликовал таблицы, предсказывающие, когда затмения будут видны из заданного места. Людовик XIV пригласил учёного во Францию для создания Королевской обсерватории, которая открылась в 1671 году. В дальнейшем Кассини руководил ей до конца жизни.
Одним из первых проектов Кассини на его новом посту в Париже было отправить француза Жана Пикара на место старой обсерватории Тихо Браге Ураниборг на острове Вен недалеко от Копенгагена. Пикар должен был наблюдать и определять время затмений спутников Юпитера из Ураниборга, в то время как Кассини записывал время, когда их видели в Париже. Если бы Пикар зафиксировал окончание затмения в 9 часов 43 минуты и 54 секунды после полудня в Ураниборге, а Кассини зафиксировал окончание того же затмения в 9 часов 1 минуту и 44 секунды после полудня в Париже, то из разницы 42 минут 10 секунды можно было определить долготу как 10° 32' 30''. В своих наблюдениях Пикару помогал молодой датчанин, недавно закончивший учёбу в Копенгагенском университете, Оле Рёмер, и он, должно быть, был впечатлён навыками своего ассистента, так как организовал приезд молодого человека в Париж для работы в Королевской обсерватории.

## Затмения Ио
Ио — самый внутренний из четырёх спутников Юпитера, открытых Галилеем в январе 1610 года. Рёмер и Кассини называют его «первым спутником Юпитера». Он обращается вокруг Юпитера один раз за 42½ часа, а плоскость его орбиты очень близка к плоскости орбиты Юпитера вокруг Солнца. Это означает, что часть каждой орбиты он проходит в тени Юпитера при затмении.
Если смотреть с Земли, затмение Ио можно увидеть одним из двух способов.
- Ио внезапно исчезает, так как уходит в тень Юпитера. Это называется погружением.
- Ио внезапно появляется снова, выходя из тени Юпитера. Это называется появлением .

С Земли невозможно наблюдать и погружение, и появление для одного и того же затмения Ио, потому что одно или другое будет покрыто самим Юпитером. В точке противостояния (точка H на диаграмме ниже), и погружение, и появление будут скрыты Юпитером.
Примерно через четыре месяца после противостояния Юпитера (от L до K на диаграмме ниже) можно наблюдать появления Ио из его затмений, а примерно за четыре месяца до противостояния (от F до G) возможно увидеть погружения Ио в тень Юпитера. Около пяти или шести месяцев в году, вокруг точки соединения, вообще невозможно наблюдать затмения Ио, потому что Юпитер находится слишком близко (в небе) к Солнцу. Даже в периоды до и после противостояния не все затмения Ио можно наблюдать из заданного места на поверхности Земли: некоторые затмения будут происходить в дневное время для данного места, тогда как другие затмения будут происходить, когда Юпитер находится ниже горизонта (скрытый самой Землёй).
Ключевое явление, которое наблюдал Рёмер, заключалось в том, что время, прошедшее между затмениями, не было постоянным. Наоборот, в разное время года оно немного менялось. Поскольку он был достаточно уверен, что орбитальный период Ио на самом деле не меняется, он пришёл к выводу, что это был наблюдательный эффект. Имея в своём распоряжении орбитальные движения Земли и Юпитера, он заметил, что периоды, в которые Земля и Юпитер удаляются друг от друга, всегда соответствовали более длительному интервалу между затмениями. И наоборот, времена, когда Земля и Юпитер сближались, всегда сопровождались уменьшением интервала между затмениями. Это, рассудил Рёмер, можно было бы удовлетворительно объяснить, если бы свет обладал конечной скоростью, которую он и вычислил.

## Наблюдения

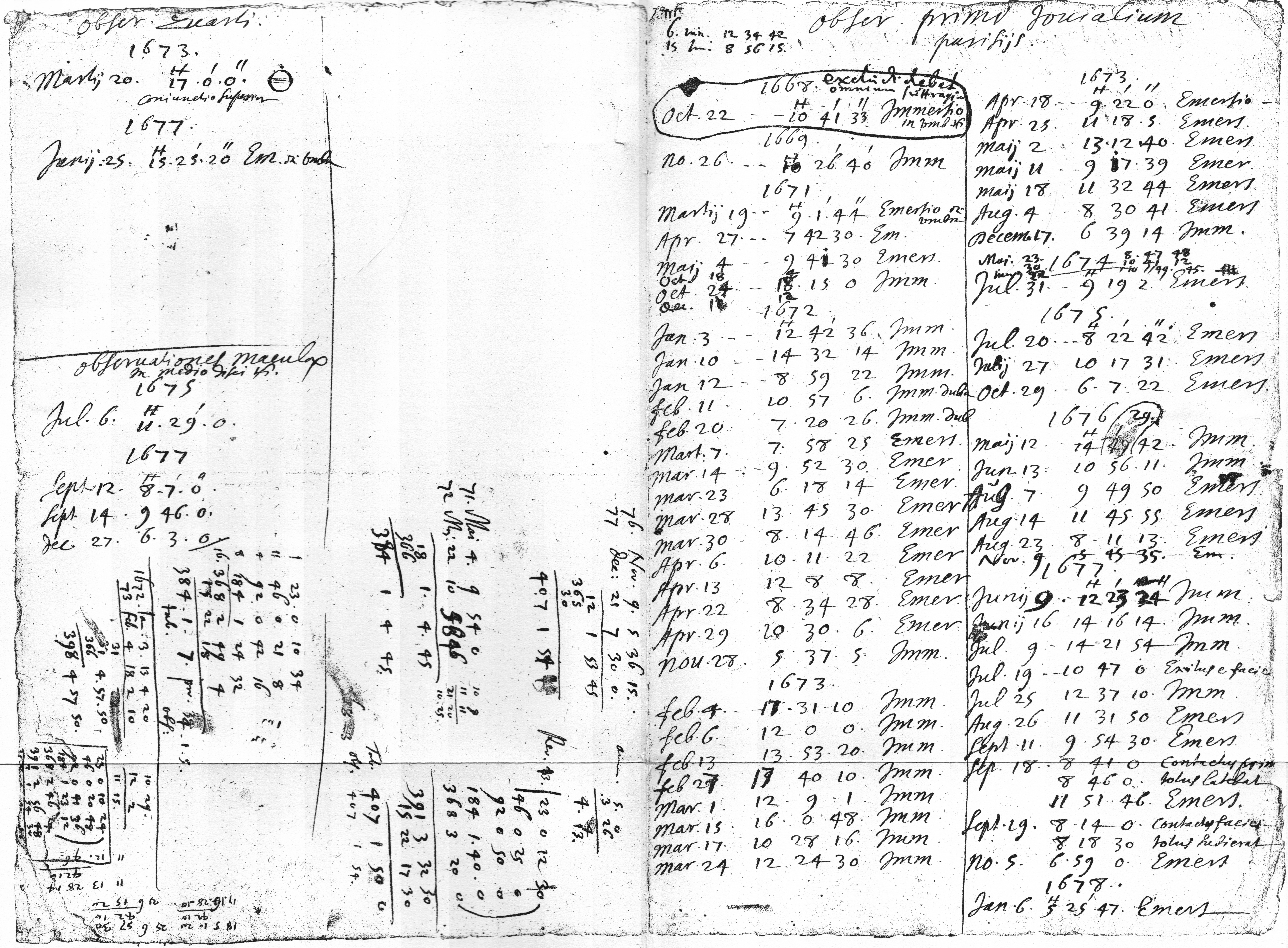
Памятная записка Рёмера, написанная в какой-то момент после января 1678 года и вновь открытая в 1913 году. Время затмений Ио показано в правой части этого изображения, которое должно было быть «первой страницей» сложенного листа.

Большинство бумаг Рёмера было уничтожено во время пожара в Копенгагене в 1728 году, но одна сохранившаяся рукопись содержит список около 60 наблюдений затмений Ио с 1668 по 1678 годы. В частности, он детализирует две серии наблюдений по обе стороны от противостояний 2 марта 1672 и 2 апреля 1673 годов. Комментарий Рёмера в письме Христиану Гюйгенсу от 30 сентября 1677 г. показывает, что эти наблюдения 1671—1673 годов лежат в основе его расчётов.
Сохранившаяся рукопись была написана через некоторое время после января 1678 года, даты последнего зарегистрированного астрономического наблюдения (появление Ио 6 января), и также было позже, чем письмо Рёмера к Гюйгенсу. Рёмер, похоже, собирал данные о затмениях галилеевых лун в виде памятной записки, возможно, когда он готовился вернуться в Данию в 1681 году. В документе также зафиксированы наблюдения около противостояния 8 июля 1676 года, что послужило основанием для объявления результатов Рёмера.

## Первоначальное объявление
22 августа 1676 года Кассини объявил Королевской академии наук в Париже, что он изменит основу расчёта своих таблиц затмений Ио. Возможно, он также указал причину:
Это второе неравенство, по-видимому, связано с тем, что свету требуется некоторое время, чтобы добраться до нас от спутника; кажется, что свету требуется от десяти до одиннадцати минут, чтобы [преодолеть] расстояние, равное половине диаметра земной орбиты.
Самое главное, Рёмер озвучил предсказание о том, что появление Ио 16 ноября 1676 года будет наблюдаться примерно на 10 минут позже, чем было рассчитано предыдущим методом. Нет никаких записей о наблюдении появления Ио 16 ноября, но его появление наблюдалось 9 ноября. Имея в руках эти экспериментальные данные, Рёмер объяснил свой новый метод расчёта Королевской академии наук 22 ноября.
Первоначальный отчёт о заседании Королевской академии наук был утерян, но презентация Рёмера была записана как новостной репортаж в журнале Journal des sçavans от 7 декабря. Этот анонимный отчёт был переведён на английский язык и опубликован в Philosophical Transactions of the Royal Society в Лондоне 25 июля 1677 года

## Рассуждения Рёмера

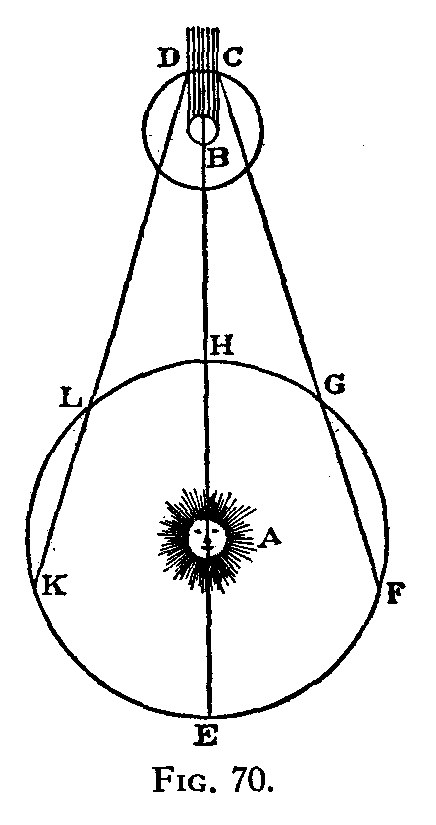
Перерисованная версия иллюстрации из новостного репортажа 1676 года. Рёмер сравнил видимую продолжительность обращения Ио по мере того, как Земля приближалась к Юпитеру (от F к G) и когда Земля удалялась от Юпитера (от L к K).

### Порядок величины
Рёмер начинает с порядка величины демонстрацию того, что скорость света должна быть настолько велика, что она занимает гораздо меньше одной секунды, чтобы путешествовать на расстояние, равное диаметру Земли.
Точка L на диаграмме представляет собой вторую квадратуру Юпитера, когда угол между Юпитером и Солнцем (если смотреть с Земли) равен 90°. Рёмер предполагает, что наблюдатель мог видеть появление Ио во второй квадратуре (L) и появление, которое происходит после одного оборота Ио вокруг Юпитера (когда Земля находится в точке K, диаграмма не в масштабе), то есть 42½ часы спустя. В те 42½ часов Земля удалилась от Юпитера на расстояние LK: это, по Рёмеру, в 210 раз больше диаметра Земли. Если бы свет двигался со скоростью один земной диаметр в секунду, это заняло бы 3½ минут, чтобы пройти расстояние LK. А если период обращения Ио вокруг Юпитера принять за разницу во времени между появлением в точке L и появлением в точке K, то значение будет на 3½ минут больше истинного значения.
Затем Рёмер применяет ту же логику к наблюдениям вокруг первой квадратуры (точка G), когда Земля движется к Юпитеру. Разница во времени между погружением, наблюдаемым с точки F и следующим погружением, если смотреть из точки G должно быть на 3½ минуты меньше, чем истинный период обращения Ио. Следовательно, должна быть разница около 7 минут между периодами Ио, измеренными в первой квадратуре, и периодами, измеренными во второй квадратуре. На практике вообще не наблюдается никакой разницы, из чего Рёмер заключает, что скорость света должна быть намного больше, чем один земной диаметр в секунду.

### Кумулятивный эффект
Однако Рёмер также понял, что любое влияние конечной скорости света будет накапливаться в течение длинной серии наблюдений, и именно об этом кумулятивном эффекте он объявил Королевской академии наук в Париже. Эффект можно проиллюстрировать наблюдениями Рёмера весной 1672 года.
Юпитер был в противостоянии 2 марта 1672 г.: первые наблюдения за появлениями были 7 марта (в 07:58:25) и 14 марта (в 09:52:30). Между двумя наблюдениями Ио совершил четыре оборота вокруг Юпитера, что дало период обращения 42 часов 28 минуты 31¼ секунды.
Последнее появление, наблюдаемое в серии, было 29 апреля (в 10:30:06). К этому времени Ио совершила тридцать оборотов вокруг Юпитера с 7 марта: видимый период обращения составил 42 часов 29 минуты 3 секунды. Разница кажется крошечной — 32 секунды — а это означало, что появление на 29 апреля наступал на четверть часа позже, чем предполагалось. Единственным альтернативным объяснением было то, что в наблюдения 7 и 14 марта вкралась ошибка на две минуты.

### Прогноз
Рёмер никогда не публиковал формальное описание своего метода, возможно, из-за противодействия Кассини и Пикара его идеям (см. ниже). Однако об общем характере его расчётов можно судить по новостному репортажу в Journal des sçavans и по заявлению Кассини от 22 августа 1676 года.

Кассини объявил, что новые таблицы будут
содержать неравенство дней или истинное движение Солнца [то есть неравенство из-за эксцентриситета орбиты Земли], эксцентричное движение Юпитера [то есть неравенство из-за эксцентриситета орбиты Юпитера] и это новое, ранее не обнаруженное, неравенство [то есть из-за конечной скорости света].
Следовательно, Кассини и Рёмер, по-видимому, рассчитывали время каждого затмения на основе аппроксимации круговых орбит, а затем применяли три последовательные поправки для оценки времени, в течение которого затмение будет наблюдаться в Париже.
Три «неравенства» (или несоответствия), перечисленные Кассини, были не единственными известными, но они могли быть скорректированы расчётным путем. Орбита Ио также немного нерегулярна из-за орбитального резонанса с Европой и Ганимедом, двумя другими галилеевыми спутниками Юпитера, но это явление не получило полного объяснения до следующего столетия. Единственное решение, доступное Кассини и другим астрономам его времени, состояло в том, чтобы периодически вносить поправки в таблицы затмений Ио, чтобы учесть его неравномерное орбитальное движение: так сказать, периодически переустанавливая часы. Очевидное время для сброса часов было сразу после противостояния Юпитера Солнцу, когда Юпитер находится ближе всего к Земле и поэтому его легче всего наблюдать.
Противостояние Юпитера произошло около 8 июля 1676 года. В памятной записке Рёмера перечислены два наблюдения появления Ио после этого противостояния, но до объявления Кассини: 7 августа в 09:44:50 и 14 августа в 11:45:55. Имея эти данные и зная период обращения Ио, Кассини мог рассчитать время каждого из затмений в течение следующих 4–5 месяцев.
Следующим шагом в применении поправки Рёмера будет вычисление положения Земли и Юпитера на их орбитах для каждого из затмений. Такое преобразование координат было обычным явлением при составлении таблиц положений планет как для астрономии, так и для астрологии: это эквивалентно нахождению каждого из положений L (или K) для различных наблюдаемых затмений.
Наконец, расстояние между Землей и Юпитером можно вычислить с помощью стандартной тригонометрии, в частности закона косинусов, зная две стороны (расстояние между Солнцем и Землей; расстояние между Солнцем и Юпитером) и один угол (угол между Юпитером и Землей) образованного с Солнцем треугольника. Расстояние от Солнца до Земли в то время было известно неточно, но, приняв его за фиксированное значение а, расстояние от Солнца до Юпитера можно рассчитать как некоторое число, кратное а.
Эта модель оставила только один регулируемый параметр — время, необходимое свету, чтобы пройти расстояние, равное радиусу орбиты Земли (а). У Ремера было около 30 наблюдений затмений Ио в 1671—1673 годах, которые он использовал, чтобы найти наиболее подходящее значение: 11 минут. С этим значением он мог рассчитать дополнительное время, которое потребуется свету, чтобы достичь Земли от Юпитера в ноябре 1676 года по сравнению с августом 1676 года: около 10 минут.

## Первоначальные реакции
Объяснение Рёмера разницы между предсказанным и наблюдаемым временем затмений Ио было широко, но далеко не повсеместно принято. Гюйгенс был одним из первых сторонников, особенно потому, что он поддерживал его идеи о преломлении и написал французскому генеральному контролеру финансов Жану-Батисту Кольберу в защиту Рёмера. Однако Кассини, начальник Рёмера в Королевской обсерватории, был ранним и стойким противником идей Рёмера, и кажется, что Пикар, наставник Рёмера, разделял многие сомнения Кассини.
Практические возражения Кассини вызвали бурные дебаты в Королевской академии наук (с участием Гюйгенса, отправившего письмо из Лондона). Кассини отметил, что другие три галилеевых спутника, похоже, не показали такого же эффекта, как Ио, и что были другие нарушения, которые не могли быть объяснены теорией Рёмера. Рёмер ответил, что гораздо труднее точно наблюдать затмения других лун и что необъяснимые эффекты гораздо меньше (для Ио), чем влияние скорости света: однако он признался Гюйгенсу, что необъяснимые «аномалии» в других спутниках были больше, чем влияние скорости света. Спор носил отчасти философский оттенок: Рёмер утверждал, что нашёл простое решение важной практической проблемы, в то время как Кассини отверг эту теорию как ошибочную, поскольку она не могла объяснить все наблюдения. Кассини был вынужден включить «эмпирические поправки» в свои таблицы затмений 1693 года, но так и не принял теоретическую основу: действительно, он выбрал разные значения поправок для разных спутников Юпитера, что прямо противоречит теории Рёмера.
Идеи Рёмера получили гораздо более тёплый прием в Англии. Хотя Роберт Гук (1635—1703) отверг предполагаемую скорость света как настолько большую, что она может быть практически мгновенной, королевский астроном Джон Флемстид (1646—1719) принял гипотезу Ремера в своих эфемеридах затмений Ио. Эдмон Галлей (1656—1742), будущий королевский астроном, также был одним из первых и восторженных сторонников. Исаак Ньютон (1643—1727) также принял идею Рёмера; в его книге 1704 года «Оптика» значение «семь или восемь минут» для света, проходящего от Солнца до Земли ближе к истинному значению (8 минут 19 секунд), чем первоначальная оценка Рёмера в 11 минут. Ньютон также отмечает, что наблюдения Рёмера были подтверждены другими астрономами по крайней мере, Флемстидом и Галлеем в Гринвиче.
Хотя многим (например, Гуку) было трудно представить себе огромную скорость света, принятие идеи Рёмера столкнулось со вторым препятствием, поскольку они были основаны на кеплеровской модели планет, вращающихся вокруг Солнца по эллиптическим орбитам. Хотя модель Кеплера получила широкое признание к концу XVII века, она по-прежнему считалась достаточно спорной для Ньютона, чтобы потратить несколько страниц на обсуждение наблюдательных данных в его пользу в Philosophiæ Naturalis Principia Mathematica (1687).
Мнение Рёмера о конечности скорости света не было полностью принято до тех пор, пока в 1727 году Джеймс Брэдли не провёл измерения звёздной аберрации. Брэдли, который станет преемником Галлея на посту королевского астронома, рассчитал значение 8 минут 13 секунд, за которые свет проходит путь от Солнца до Земли. По иронии судьбы, звёздную аберрацию впервые наблюдали Кассини и (независимо) Пикар в 1671 году, но ни один из астрономов не смог дать объяснения этому явлению. Работа Брэдли также положила конец всем оставшимся серьёзным возражениям против кеплеровской модели Солнечной системы.

## Более поздние измерения
Шведский астроном Пер Вильгельм Варгентин (1717—1783 гг.) использовал метод Рёмера при подготовке своих эфемерид спутников Юпитера в 1746 году, как и Джованни Доменико Маральди, работавший в Париже. Оставшиеся неровности орбит галилеевых спутников не могли быть удовлетворительно объяснены до работы Жозефа Луи Лагранжа (1736—1813) и Пьера-Симона Лапласа (1749—1827) об орбитальном резонансе.
В 1809 году, снова используя наблюдения Ио (на этот раз гораздо более точные), астроном Жан-Батист Жозеф Деламбр (1749—1822) сообщил о времени прохождения света от Солнца до Земли за 8 минут 12 секунд. В зависимости от значения, принятого для астрономической единицы, это даёт скорость света немногим более 300 000 километров в секунду.
Первые измерения скорости света с помощью полностью земных приборов были опубликованы в 1849 г. Ипполитом Физо (1819—1896). По сравнению с принятыми сегодня значениями результат Физо (около 313 000 километров в секунду) был слишком высоким и менее точным, чем полученные по методу Рёмера. Прошло ещё тридцать лет, прежде чем А. А. Майкельсон в США опубликовал свои более точные результаты (299 910 ± 50 км/с), а Саймон Ньюкомб подтвердил совпадение с астрономическими измерениями, почти ровно через два столетия после заявления Рёмера.

## Позднее обсуждение

### Рёмер измерил скорость света?
Несколько дискуссий предполагали, что Рёмеру не следует приписывать измерение скорости света, поскольку он никогда не приводил значения в земных единицах. Эти авторы приписывают Гюйгенсу первое вычисление скорости света.
По оценке Гюйгенса, значение составляло 110 000 000 туазов в секунду: поскольку позже было установлено, что туаз составляет чуть менее двух метров, это даёт значение в единицах СИ.

Однако оценка Гюйгенса была не точным расчётом, а скорее иллюстрацией на уровне порядка величины. Соответствующий отрывок из «Трактата о свете» гласит:
Если учесть огромный размер диаметра KL, который, по моему мнению, составляет около 24 тысячи диаметров Земли, признают экстремальную скорость света. Ведь если предположить, что KL не больше 22 тысячи этих диаметров, получается, что, пройденный за 22 минут это составляет скорость в тысячу диаметров в минуту, то есть 16-2/3 диаметров в одну секунду или в одно биение пульса, что составляет более 11 сотен раз по сто тысяч туаз
Очевидно, Гюйгенса не беспокоила 9-процентная разница между его предпочтительным значением расстояния от Солнца до Земли и тем, которое он использует в своих расчётах. Гюйгенс также не сомневался в достижениях Рёмера, когда он писал Кольберу:
Недавно я с большим удовольствием наблюдал прекрасное открытие м-ра Рёмера, показывающее, что свету требуется время для распространения, и даже измерение этого времени.
Ни Ньютон, ни Брэдли не удосужились вычислить скорость света в земных единицах измерения. Следующее зарегистрированное вычисление, вероятно, было сделано Фонтенеллем: претендуя на работу на основе результатов Рёмера, исторический отчёт о работе Рёмера, написанный через некоторое время после 1707 года, даёт значение 48 203 лиги в секунду. Это 16,826 диаметра Земли (214 636 км) в секунду.

### Доплеровский метод
Было также высказано предположение, что Рёмер измерял эффект Доплера. Первоначальный эффект, открытый Кристианом Допплером 166 лет спустя относится к распространяющимся электромагнитным волнам. Упомянутое здесь обобщение — это изменение наблюдаемой частоты осциллятора (в данном случае Ио, вращающегося вокруг Юпитера), когда наблюдатель (в данном случае на поверхности Земли) движется: частота выше, когда наблюдатель движется к источнику и ниже, когда наблюдатель удаляется от источника. Этот явно анахроничный анализ подразумевает, что Рёмер измерял отношение c⁄v, где c — скорость света, а v — орбитальная скорость Земли (строго, составляющая орбитальной скорости Земли, параллельная вектору Земля-Юпитер), и указывает на то, что основная неточность расчётов Ремера заключалась в его плохом знании орбиты Юпитера.
Нет никаких доказательств того, что Рёмер думал, что измеряет c⁄v: он даёт свой результат как время 22 минуты, чтобы свет прошёл расстояние, равное диаметру земной орбиты или, что то же самое, 11 минут, чтобы свет прошёл путь от Солнца до Земли. Легко показать, что эти два измерения эквивалентны: если мы задаём τ как время, необходимое свету, чтобы пересечь радиус орбиты (например, от Солнца до Земли), и P как период обращения (время одного полного оборота), то
{\displaystyle {c \over v}={P \over {2\pi \tau }}}
Брэдли, кто измерял c⁄v в своих исследованиях аберраций в 1729 году хорошо знал об этой связи, когда он преобразовывал свои результаты в c⁄v в значение для τ без каких-либо комментариев.

## Комментарии
1. ↑  Существует несколько альтернативных вариантов написания фамили Rømer’s: Roemer, Rœmer, Römer и другие. Датское Ole — латизинированное Olaus.
2. ↑  Время появления взято из одной из немногих сохранившихся рукописей Рёмера, в которой он записывает дату как 19 марта 1671 года: см. Meyer (1915). По согласованию с другими датами, записанными в рукописи (написанной через несколько лет после события), было высказано предположение, что Рёмер отметил парижское время появления. Разница во времени между Парижем и Ураниборгом в 42 минуты и 10 секунд взята из той же рукописи: принятое сегодня значение составляет 41 минуту 26 секунд.
3. ↑  В нескольких текстах дата объявления ошибочно отнесена к 1685 или даже 1684 году. Bobis и Lequeux (2008) убедительно продемонстрировали, что объявление было сделано 22 августа 1676 года, и что оно было сделано Кассини, а не Рёмером.
4. ↑  Первоначальный отчёт о заседании Королевской академии наук был утерян. Цитата взята из неопубликованной рукописи на латыни, хранящейся в библиотеке Парижской обсерватории, вероятно, написанной Жозефом Никола Делилем (1688—1768) в какой-то момент до 1738 года. См. Bobis and Lequeux (2008), который содержит факсимиле рукописи.
5. ↑  Bobis and Lequeux (2008) tentatively attribute the translation to Edmond Halley (1656—1742), who would become English Astronomer Royal and who is best known for his calculations concerning Halley's comet. However, other sources — not least his own Catalogus Stellarum Australium Архивная копия от 20 января 2022 на Wayback Machine published in 1679 — suggest that Halley was on the island of St. Helena in the South Atlantic Ocean at the time.
6. ↑  Хотя в новостях это не делается явно, выбор точки квадратуры для примера вряд ли будет случайным. Во второй квадратуре движение Земли по своей орбите уносит её прямо от Юпитера. Таким образом, это точка, в которой ожидается наибольший эффект на одной орбите Ио.
7. 1 2  Оценка в 210 земных диаметров на орбиту Ио для орбитальной скорости Земли относительно Юпитера намного ниже, чем реальное значение, которое в среднем составляет около 322 земных диаметров на орбиту Ио с учётом орбитального движения Юпитера. Рёмер, похоже, полагал, что Юпитер находится ближе к Солнцу (и, следовательно, движется быстрее по своей орбите), чем это есть на самом деле.
8. ↑  Королевская академия наук поручила Ремеру опубликовать совместный документ со своими коллегами.
9. ↑  Этот последний пункт совершенно ясно изложен ещё в 1707 году племянником Кассини, Джакомо Филиппо Маральди (1665—1729), который также работал в Королевской обсерватории: «Для того, чтобы гипотеза была принята, недостаточно, чтобы она согласовывалась с некоторых наблюдениях, она должна также согласовываться с другими явлениями». Цитируется по Bobis and Lequeux (2008).
10. ↑  Точное соотношение составляет 1 туаз = 54 000⁄27 706 метров, или примерно 1,949 м: французский закон от 10 декабря 1799 г. (19 frimaire An VIII). Гюйгенс использовал значение окружности Земли Пикара (1669 г.) как 360×25×2282 туаза, в то время как законодательно установленное в 1799 г. значение использует более точные результаты Деламбра и Мешена.
11. ↑  Приведено выражение для приближения к круговой орбите. Вывод следующий:

(1) выразить орбитальную скорость через радиус орбиты r и период обращения P: v = 2πr⁄P

(2) подставить τ = r⁄c → v = 2πτc⁄P

(3) найти c⁄v.